# 燦福蛺蝶
燦福蛺蝶（学名：Fabriciana adippe），又名凸紋豹蛺蝶，是一種蛺蝶，原住於歐洲至亞洲及日本。灿福蛱蝶的雄蝶於每年7月及8月間飛舞，會在幼蟲的目標植物上透過產卵管產卵。牠們一般會在石灰岩或枯萎的歐洲蕨上產卵。灿福蛱蝶喜歡較乾燥的環境，如沙質或岩質的小山及河堤。
燦福蛺蝶在英國自1981年就受到法律保護。

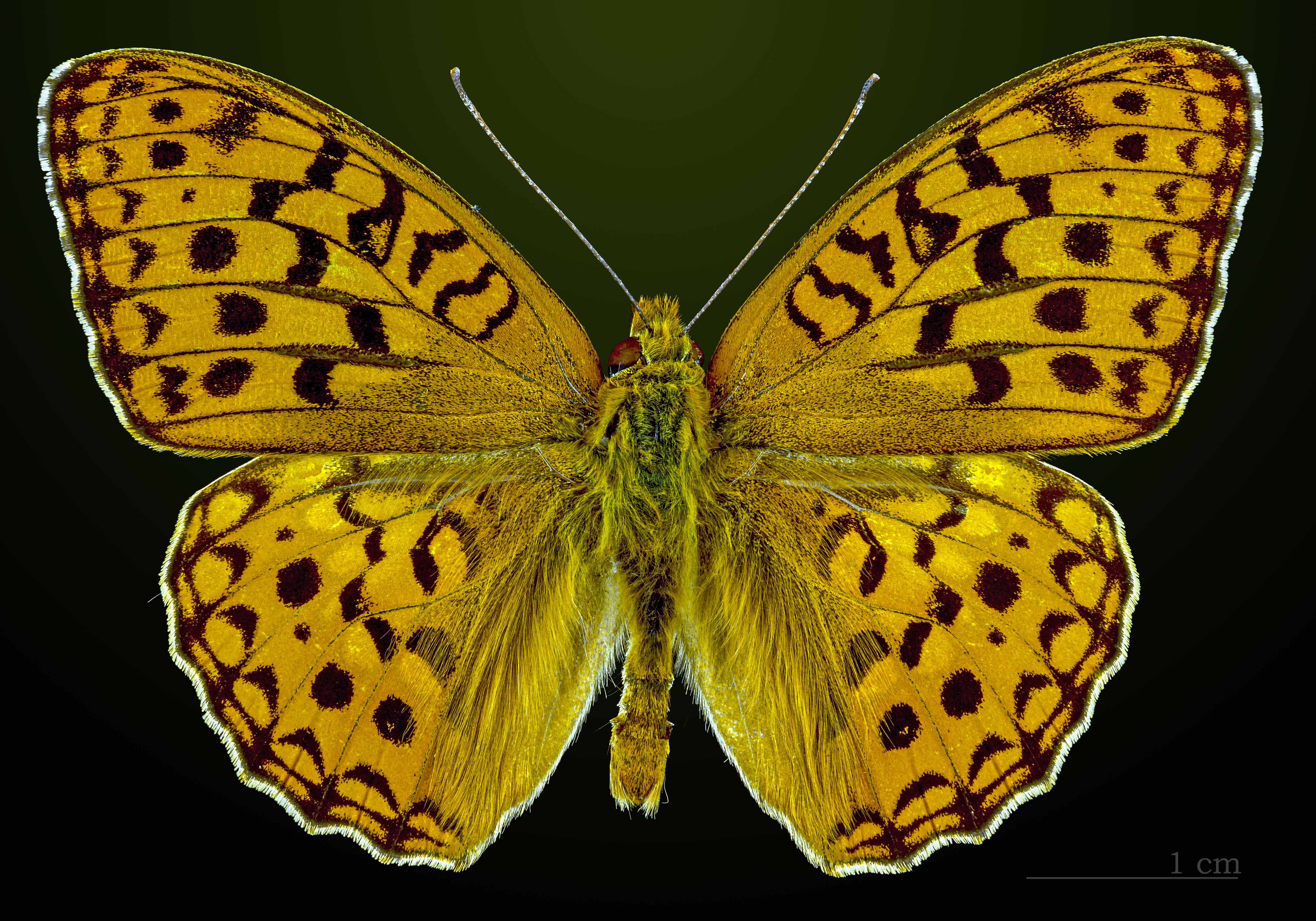
燦福蛺蝶
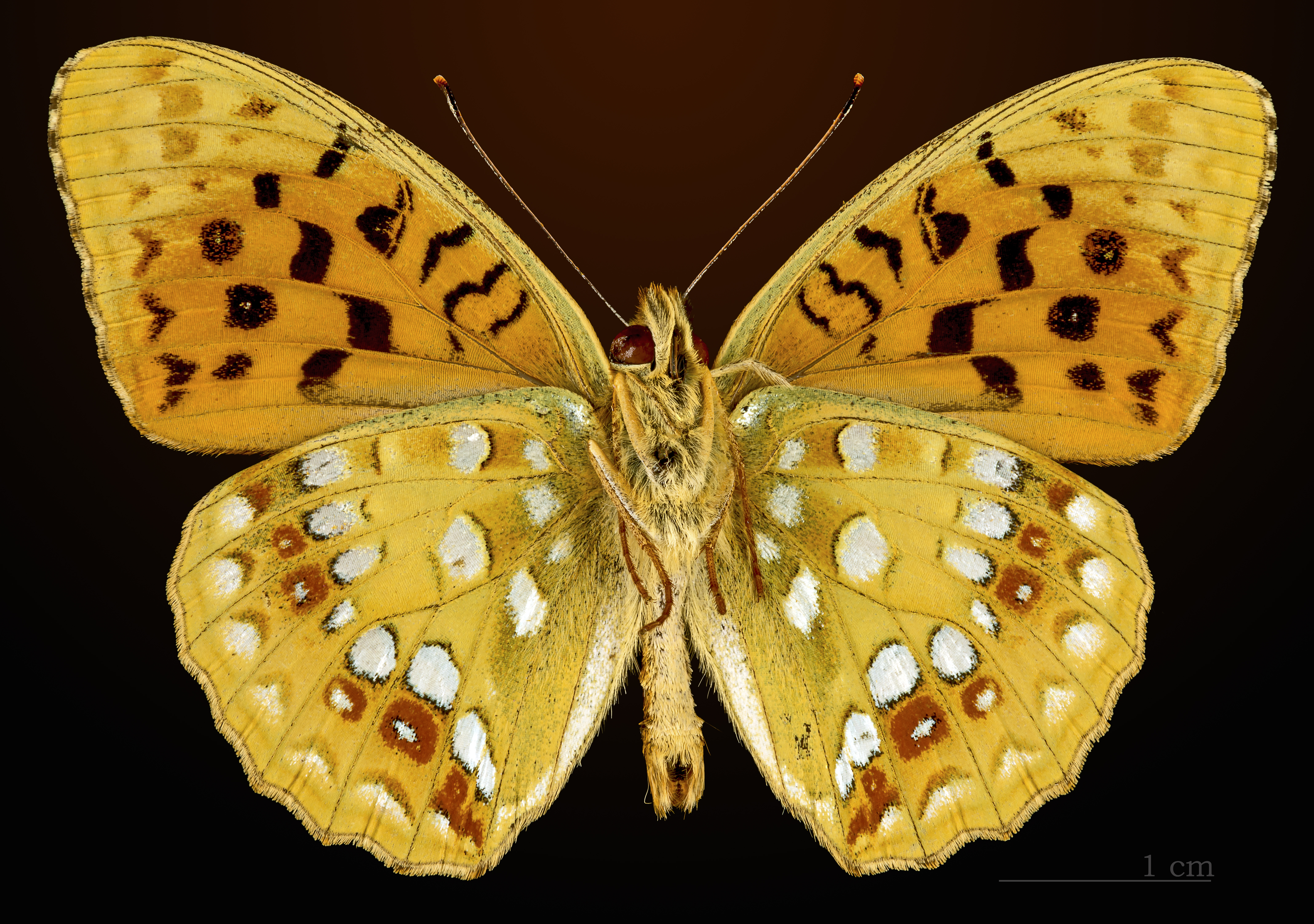
△ 燦福蛺蝶

## 外部連結
- funet.fi （页面存档备份，存于）
- High Brown Fritillary （页面存档备份，存于）